# Kanton Vendôme
Der Kanton Vendôme ist seit 1801 ein französischer Wahlkreis im Arrondissement Vendôme, im Département Loir-et-Cher und in der Region Centre-Val de Loire; sein Hauptort ist Vendôme.
Der Kanton wurde 2015 neu geschaffen und umfasst neben der Stadt Vendôme (zuvor Kanton Vendôme-1 und Kanton Vendôme-2) sieben weitere Gemeinden.

## Gemeinden
Der Kanton besteht aus acht Gemeinden mit insgesamt 22.859 Einwohnern (Stand: 1. Januar 2022) auf einer Gesamtfläche von 118,53 km²:
| Gemeinde          | Einwohner 1. Januar 2022 | Fläche km² | Dichte Einw./km² | Code INSEE | Postleitzahl |
| ----------------- | ------------------------ | ---------- | ---------------- | ---------- | ------------ |
| Areines           | 580                      | 4,84       | 120              | 41003      | 41100        |
| Azé               | 986                      | 31,93      | 31               | 41010      | 41100        |
| Mazangé           | 816                      | 24,26      | 34               | 41131      | 41100        |
| Meslay            | 302                      | 7,18       | 42               | 41138      | 41100        |
| Sainte-Anne       | 478                      | 5,13       | 93               | 41200      | 41100        |
| Saint-Ouen        | 3.016                    | 11,30      | 267              | 41226      | 41100        |
| Vendôme           | 15.566                   | 23,89      | 652              | 41269      | 41100        |
| Villiers-sur-Loir | 1.115                    | 10,00      | 112              | 41294      | 41100        |
| Kanton Vendôme    | 22.859                   | 118,53     | 193              | 4114       | –            |